# Luxiaria taeniata
Luxiaria taeniata là một loài bướm đêm trong họ Geometridae.